# Asperula icarica
Asperula icarica är en måreväxtart som beskrevs av Friedrich Ehrendorfer och Schönb.-tem.. Asperula icarica ingår i släktet färgmåror, och familjen måreväxter. Inga underarter finns listade i Catalogue of Life.